# Hypostomus crulsi
Hypostomus crulsi é uma espécie de peixe recém descrita por Soares et. al (2021), da família Loricariidae, pertencente à ordem dos peixes Siluriformes, também conhecido como "cascudo" (designação comum dos peixes siluriformes). A espécie é endêmica do Brasil central e foi identificada em estudos recentes que combinaram análises genômicas e morfológicas. A espécie foi nomeada em homenagem a Luís Ferdinand Cruls (1848–1908), engenheiro e diretor do Observatório Imperial do Rio de Janeiro, que liderou a Comissão Exploradora do Planalto Central, crucial para a fundação de Brasília. A descrição formal da espécie foi baseada em características diagnósticas obtidas por meio de técnicas modernas, como aprendizado de máquina, e análises detalhadas de sua morfologia.

### Descrição
O Hypostomus crulsi é caracterizado por um corpo de tamanho reduzido, coloração com padrão de manchas escuras sobre um fundo claro e ausência de placas na região ventral. Os dentes são delgados (viliformes), com ângulos dos ramos dentários e pré-maxilar superiores a 90 graus. O número de dentes por ramo raramente ultrapassa 50. A espécie apresenta um padrão de pontos menores ou iguais ao diâmetro dos olhos na região da cabeça, enquanto os pontos ao longo do tronco são maiores.
A espécie também se distingue pela ausência de quilhas ao longo das cinco séries de placas e na região da cabeça. Outras características diagnósticas incluem o comprimento reduzido do primeiro raio das nadadeiras peitoral e pélvica, além de proporções corporais específicas, como o comprimento da base da nadadeira dorsal e o comprimento do lábio inferior.

### Distribuição e habitat
É conhecido por habitar as cabeceiras de córregos tendo sua distribuição restrita na região do Brasil Central, mais especificamente na área do Distrito Federal. Essa distribuição restrita da nova espécie pode estar relacionada às características dos ambientes que elas habitam, especificamente nos cursos d'água de cabeceiras, com relevo bastante acidentado com altitudes variando de 898 a 1078 metros acima do nível do mar.

### Ecologia e comportamento
Esses ambientes fazem com que ela tenha adaptações no corpo, como um tamanho menor e a falta de placas na barriga, o que ajuda a se mover e se fixar nas pedras. Estes peixes apresentam hábitos iliófagos, ou seja, se alimentam de lodo, sedimentos ou qualquer outra fonte de matéria orgânica no fundo dos rios.